# Шушары (Татарстан)
Шушары (тат. Шушар, Şuşar) — деревня в Чернышевском сельском поселении Высокогорского района Татарстана. В 2009 году постоянное население составляло 80 человек.

## География
Деревня располагается к северу от Казани.